# Neoplan Jumbocruiser
NEOPLAN Jumbocruiser byl kloubový dvoupodlažní vícenápravový městský autokar vyráběný v letech 1975 až 1992 společností NEOPLAN Bus GmbH. Je 18 metrů dlouhý, 2,50 m široký a 4 m vysoký. Jako největší autobus na světě s kapacitou 170 cestujících je uveden v Guinnessově knize rekordů.

## Historie
Jumbocruiser byl poprvé vyroben v roce 1975, ale sériově se nikdy nevyráběl.
Jeden Jumbocruiser s velmi pohodlnými sedačkami pro 80 cestujících byl provozován na trase z Belgie do Španělska. Celkem ujel asi 160 000 km. Kvůli nehodě byl ale vyřazen z provozu. Původně byla za příčinu nehody považována závada na vozidle, později se však ukázalo, že za nehodu mohl řidič.
Poté byl autobus dále vyráběn společností Jumbocruiser Ltd v anglickém Bristolu.